# Clarks (Nebraska)
Clarks es una villa ubicada en el condado de Merrick en el estado estadounidense de Nebraska. En el Censo de 2010 tenía una población de 369 habitantes y una densidad poblacional de 453,73 personas por km².

## Geografía
Clarks se encuentra ubicada en las coordenadas 41°12′59″N 97°50′22″O / 41.21639, -97.83944. Según la Oficina del Censo de los Estados Unidos, Clarks tiene una superficie total de 0.81 km², de la cual 0.81 km² corresponden a tierra firme y (0%) 0 km² es agua.

## Demografía
Según el censo de 2010, había 369 personas residiendo en Clarks. La densidad de población era de 453,73 hab./km². De los 369 habitantes, Clarks estaba compuesto por el 94.85% blancos, el 0% eran afroamericanos, el 0.27% eran amerindios, el 0.81% eran asiáticos, el 0% eran isleños del Pacífico, el 1.63% eran de otras razas y el 2.44% pertenecían a dos o más razas. Del total de la población el 4.07% eran hispanos o latinos de cualquier raza.